# Barney Williams
Barney Williams, född den 13 januari 1977 i San Martín de los Andes i Argentina, är en kanadensisk roddare.
Han tog OS-silver i fyra utan styrman i samband med de olympiska roddtävlingarna 2004 i Aten.